# Брошнев-Осада
Бро́шнев-Оса́да (укр. Брошнів-Осада) — посёлок в Калушском районе Ивано-Франковской области Украины. Административный центр Брошнев-Осадской поселковой общины. Расположен в бойковском Прикарпатье.

## История
В январе 1989 года численность населения составляла 5763 человек.
На 1 января 2013 года численность населения составляла 5760 человек.

## Галерея

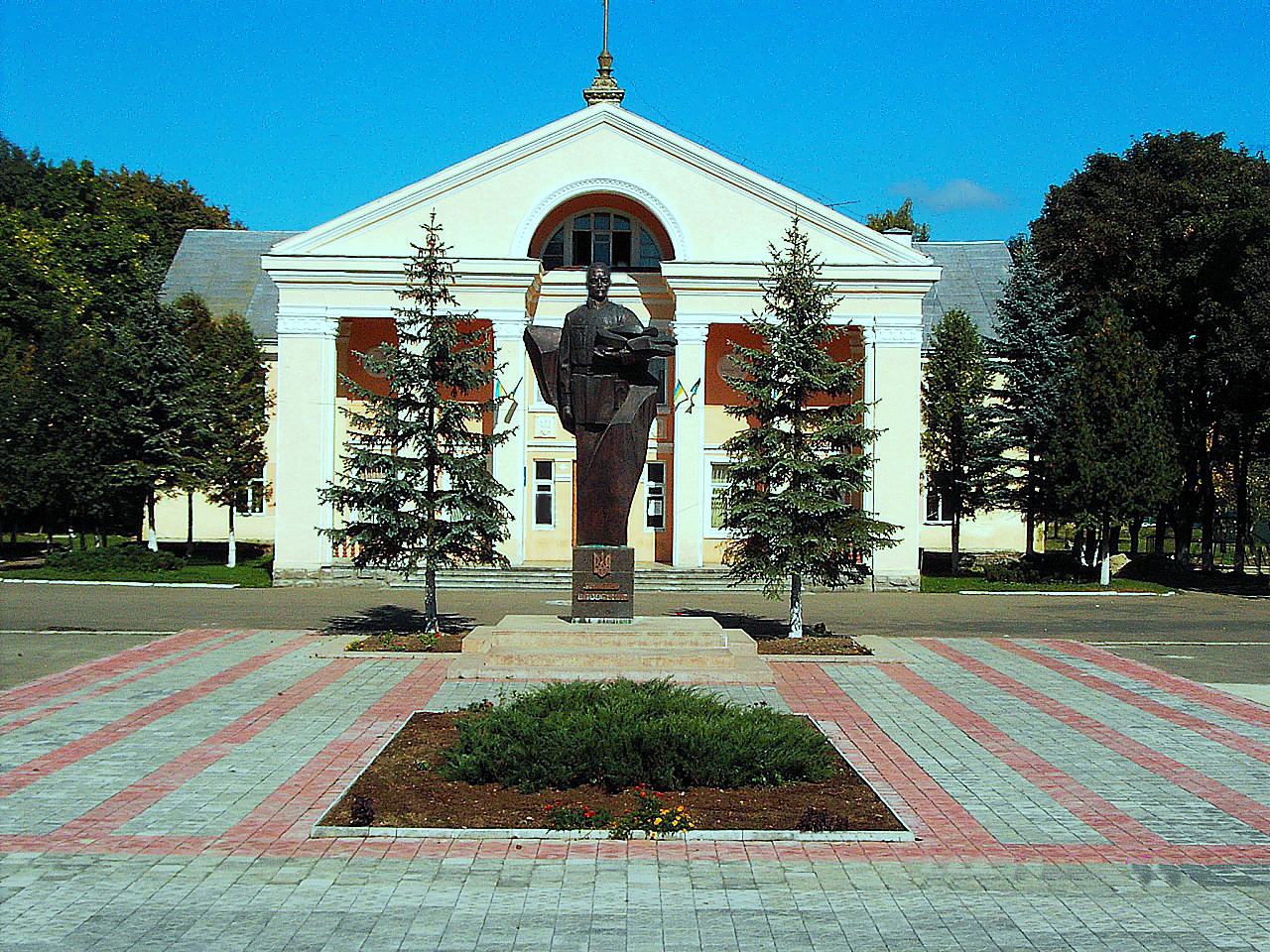
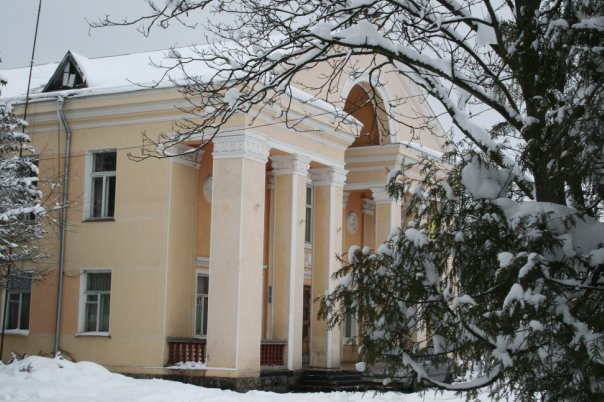
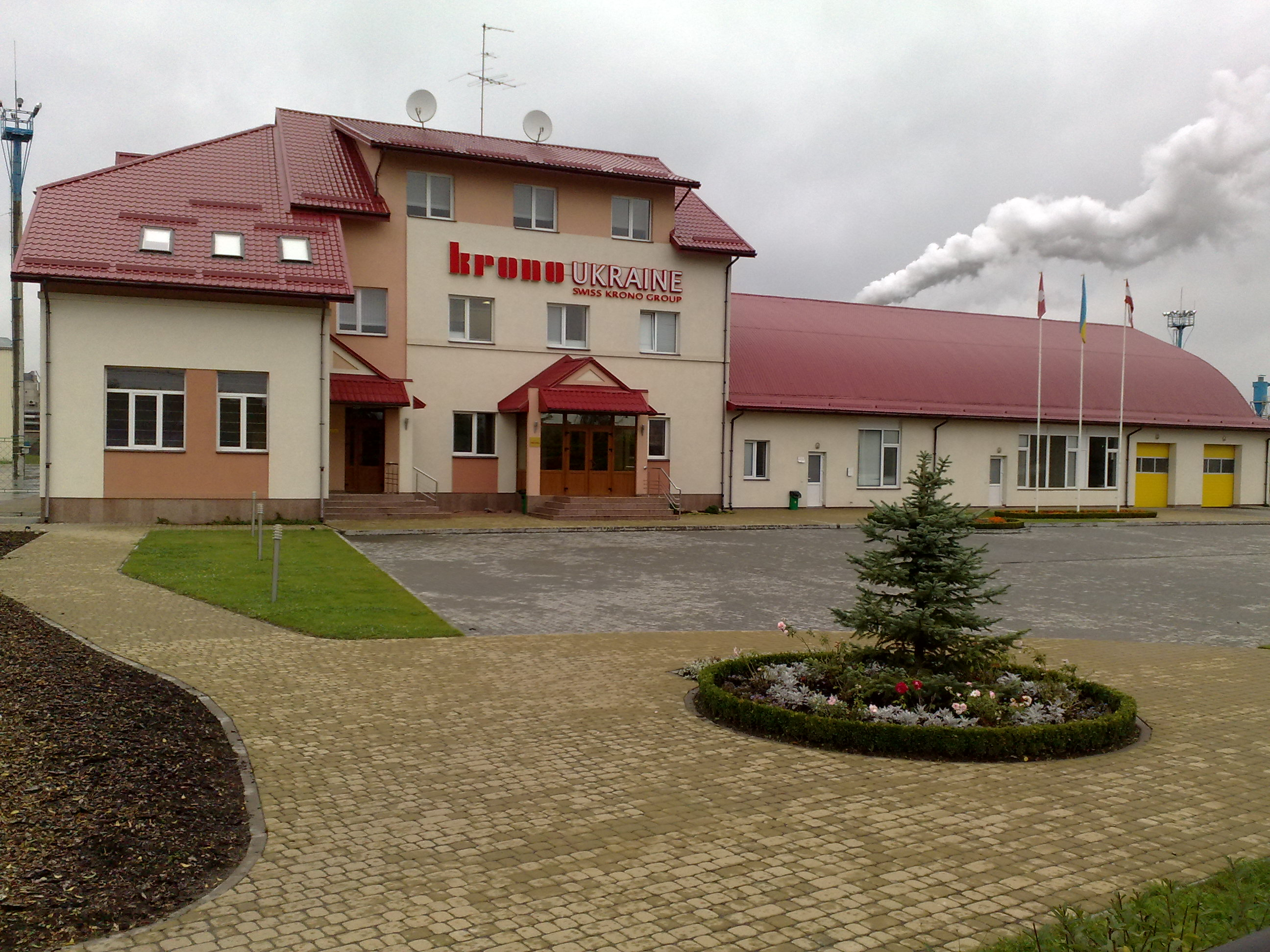